# Палезьё, Жерар де
Жерар де Палезьё (фр. Gérard de Palézieux; 1919, Веве — 21 июля 2012, Вейра, кантон Вале) — швейцарский живописец, график, художник книги.

## Биография
Окончил школу изящных искусств в Лозанне, затем учился в академии во Флоренции (1939—1943), где познакомился с Моранди, которого впоследствии называл своим учителем. Вернувшись в Швейцарию, поселился в Вейра (кантон Вале), где жил до самой смерти. С 1960 года регулярно навещал в Гриньяне своего друга Филиппа Жакоте.

## Творчество
Автор пейзажей и натюрмортов. Предпочитал акварель, много сил отдавал графике. Иллюстрировал издания Феокрита, Лонга, Вергилия, Петрарки, М. Сэва, Гёльдерлина, Рильке, Т. Манна, Унгаретти, И. Силоне, Алена-Фурнье, Г. Ру, Ж. Грака, Андре дю Буше, Э.-А. Кризинеля, М. Шаппаза, К. Бий, Ф. Жакоте и др.

## Признание
Творчеству художника посвятили эссе Ив Бонфуа, Филипп Жакоте. Он — лауреат премии кантона Вале (1996).